# 数学の統一理論
数学の統一理論（すうがくのとういつりろん、英: unified theory of mathematics）に到達するためのいくつかの試みが歴史的に行われてきた。数学者は、すべての主題（科目）は一つの理論に収まるべきであるという明確な展望を抱いている。

## 歴史的側面
統一化のプロセスには、統制のための規律として「数学を構成するところのものは何であるのか」を定義することが一つの助けとなる。
例えば、力学と解析学は微分方程式の概念によって結びつけられ、一般に一つの主題として統合されたのは18世紀のことである（一方、代数学と幾何学は大いに異なるものと考えられていた）。 現在では、解析学、代数学、幾何学は数学の一部であると考えられているが、力学はそうではない。これは、前者が主として演繹的な形式科学であるのに対し、後者は物理学がそうであるように観察から始まるものでなければならないことによる。古い意味での解析力学は、現在は（より新しい多様体論に基づいて）シンプレクティック幾何学の言葉で表されるが、それによって大きく内容が損なわれることは無い。

## 数学的な意味での「理論」について
数学における「理論」という術語は、定義、公理、定理、例といったようなものの首尾一貫した組織的な集まりを表すのに（必ずしも厳密にそう定義されているわけではないが）用いられる（用例としては、群論、ガロア理論、制御理論、K-理論などが挙げられる）。特に、数学的な理論には「仮説的」な含みは存在しない。従って「統一理論」の語は数学用語というよりは、むしろ数学者の活動を研究するために用いる社会学用語に近いものである。また、数学的な理論では、未知の科学的なつながりに類する憶測的なことも全く無いと仮定できる。数学においては、言語学における世界祖語やガイア仮説のような概念にも似たようなものは存在しないのである。
にもかかわらず、数学史において「個別の定理の集まりと看做されていたものが、一つの統一的な結果の特別の場合であることがわかった」とか「数学のある領域での発展が、その主題のほかの複数の分野に忠実に応用されるとき、どのように進展するかということについての一つの大局観」とかいった逸話がいくつも知られている。

## 幾何学の理論の統一
よく知られた例は解析幾何学の開拓である。デカルトやフェルマー等の数学者の手によって、特別な種類の曲線や曲面についての多くの定理が、（当時は新しかった）代数的な言葉で記述することができて、そのどれも同じ手法を用いて証明することができるということが示された。つまり、それらの定理は幾何学的解釈は異なるとしても代数学的には非常に似通っているのである。
19世紀の終わりに、クラインは19世紀中に発展した多くの幾何学の分野（アフィン幾何学、射影幾何学、双曲幾何学など）はすべて一様な方法で扱えることを注意した。クラインはその作用の下で対象が不変となる群を考えることでそれを成した。この幾何学の統一化はエルランゲン・プログラムと呼ばれる。

## 公理化を通して
20世紀初頭、数学の大部分は、有用な公理の集合を正確に述べ、それらの帰結について研究するという方法によって扱われるようになっていく。従って例えば、四元数学会によって考えられたような「超複素数」の研究は、環論の分野としての公理的な立場（この場合、複素数体上の特定の結合多元環の意味）に基づくものであった。この文脈では、剰余環の概念が最も強力な統一指針の一つになる。
それまでは応用面での要求のために数学の多くがアルゴリズム（あるいはアルゴリズム的なものに近い過程）として教えられていたという意味で、これは方法論の全面的な変更である。算術は未だそのような方法で教えられている。公理的な手法は、数学の独立した分野としての数理論理学の発展と並行するものであった。1930年頃には、記号論理学そのものが数学に十分に含まれるものとなった。
殆どの場合、研究の下にある数学的対象は（非標準的にではあるが）集合として、より厳密に言えば加法演算のような付加的な構造を備えた集合として、定義される。現在では、集合論は数学的な話題を展開するための「共通語」としての役割を果たしている。

## ブルバキ
数学を公理的に展開するという理念は、数学者集団ブルバキによって熱心に取り上げられた。極端に言えば、ブルバキの姿勢というのは、数学をその最も一般性を持つ形で展開することを要求することである。最も一般の公理系から始めてそれから特殊化を行う、例えば導入は可換環上の加群によって行い、それを実数体上のベクトル空間に制限するのは絶対的に必要となるときのみに限るといった具合である。対象とする定理の主な興味がその特殊化したものにあった場合でさえ、このような話の展開の仕方が貫かれる。
特に、この立場では、（組合せ論のように）研究の対象が非常に多くの場合特殊、若しくはその主題に関するより公理的な分野と表面的にのみ関連するような状況で見つかる、というような数学の分野にはあまり価値を置かない。

## 競争相手としての圏論
圏論は20世紀後半に興った、数学を統一する理論である。この点において、圏論は集合論を代替するものであり、かつ補完するものである。「圏論的」な観点からの重要な主題は、数学というものはある種の対象（リー群、バナッハ空間、…）のみならず、それら対象の間の射構造を保つ写像をも要求するということである。
マクレーンは、（数学の様々な分野で生じるという）十分な「遍在性」を備えた任意の概念は、それ単独で取り上げてそれ自身を研究するに値するということを提案した。圏論はほぼ確実に現在のほかのどの取り組みよりもこの目的によく適合する。所謂「アブストラクト・ナンセンス」に頼る不利益は、具体的な問題において起源からの繋がりを失うという意味における、ある種の個性の無さおよび抽象性である。にもかかわらず、圏論的手法は（D-加群から範疇論理まで）多数の領域に亘り着実に受け入れられている。

## 理論をまとめること
もっと大仰でない規模では、数学の異なる二つの分野における結果の集まりがよく似ているという事例はよくあることで、それらの関係を明らかにする統一的な枠組みがあるかどうかを問題にすることができる。解析幾何学における例は既に述べた。より一般に、代数幾何学の分野において、幾何学的対象（代数多様体あるいはもっと一般のスキーム）と代数的対象（環のイデアル）との関係性が十分に調べられている。ここでの試金石的な結果はヒルベルトの零点定理で、これは大まかに言えば先ほどの二種類の対象の間の自然な一対一対応の存在を示すものである。 
他の定理にも、同じ観点で捉えることができるものがある。例えば、ガロワ対応は、ある体の拡大とそのガロワ群の部分群の間の一対一対応の存在を示唆するものである。また、楕円曲線に対する谷山・志村予想（現在はもう証明されている）は、モジュラー形式として定義される曲線と有理数体上で定義される楕円曲線との間の一対一対応を確立した。モンスターのムーンシャインとも渾名される研究領域では、モジュラー形式とモンスターとして知られる有限単純群との間の関係の研究が展開される。そこでは専らそれらの各々についての驚くべき観察に始まって、196884 という全く普通ではない数が非常に自然に生じてくる。ラングランズ・プログラムとして知られる分野では、同様に一見偶然とも思える（この場合、ある種の群の数論的結果と表現論的結果の間の）類似性から始めて、両者の結果が系として得られるような構成が予見される。

## モジュラー理論に関する最近の展開
よく知られた例は、有理数体上定義される各楕円曲線がモジュラー形式に（付随する L-函数を保つように）翻訳することができることを示唆する（今ではモジュラー性定理となった）谷山・志村予想である。これを同型を以って同一視することは、厳密な意味をどう定めても、困難である。ある種の曲線が、（種数 1 の）楕円曲線にもモジュラー曲線にもなることは、予想が定式化される（1955年ごろ）には既に知られていた。この予想の驚くべき部分は、それが種数が 1 より大きい楕円曲線のヤコビアンの因子への拡張である。予想が明確に述べられる以前であれば、そのような有理因子が「十分に」存在することは恐らく尤もらしく思われなかったであろう。そして事実、表がそれを裏付けし始める1970年頃になるまで、数値的な証拠は省みられることは無かった。予想の一部、虚数乗法を持つ楕円曲線の場合については、1964年に志村によって証明されている。この予想は、それが一般に証明されるよりも何十年も前から、正しいと信じられていた。
実は、ラングランズプログラム（ラングランズ哲学）は、予想を統一する網に近い存在である。これは、保型形式の一般論はラングランズの導入したL-群によって統制されるということを実際に仮定する。ラングランズのL-群に関する「函手性原理」は、保型形式に関する既知の種類の「持ち上げ」（現在ではより広く保型表現論として研究される）についての非常に大きな説明的価値を持つ。この理論は、ある意味で谷山・志村予想に近い関係があるのだけれども、同予想とは実際には反対方向の操作であると理解されるべきものである。こちらは（非常に抽象的な）モチーフの圏に属する対象から始めて、保型形式の存在を要求する。
関連するほかの特徴的な点は、このラングランズのやり方が、（フーリエ級数としての楕円モジュラー函数と、モンスター群や他の散在群の表現との間の関係を示す）ムーンシャイン現象によって引き起こされた全体的な展開から距離を置くものであることである。ラングランズ哲学は、予兆されたものでもこの系統の研究に含まれうるものでもなかった。

## K-理論の同型予想
十分な展開がされているとまではいえないが数学の広い範囲をカバーしているもう一つのケースとして、K-理論の一部である予想基底が挙げられる。今では長期にわたる問題となったバウム＝コンヌ予想は、K-理論の同型予想として知られるほかの一連の予想の一つとなっている。その中にはファーレル＝ジョーンズ予想やボスト予想などが含まれる。